# Académie pontificale des sciences

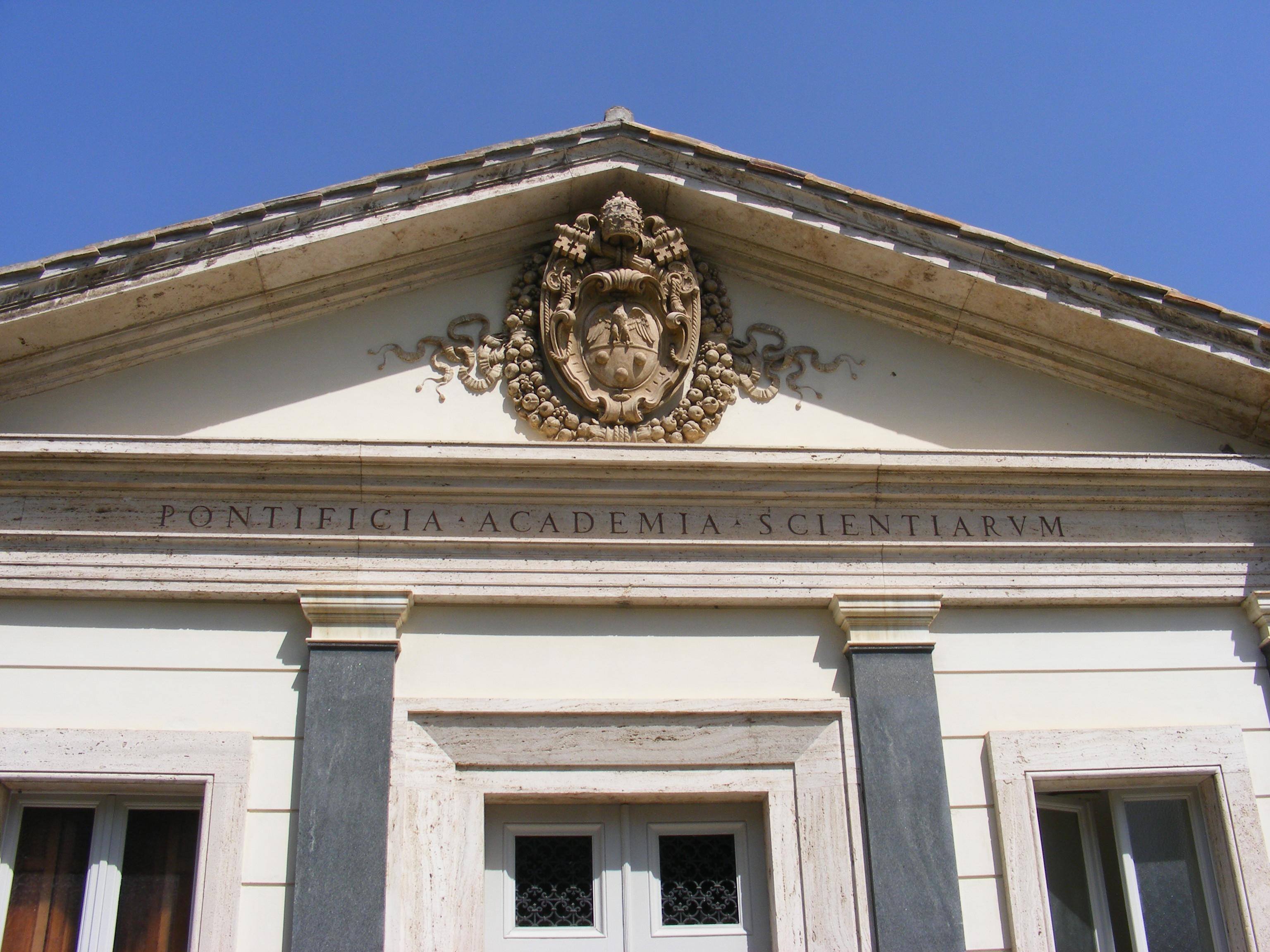
PONTIFICIA • ACADEMIA • SCIENTIARUM.

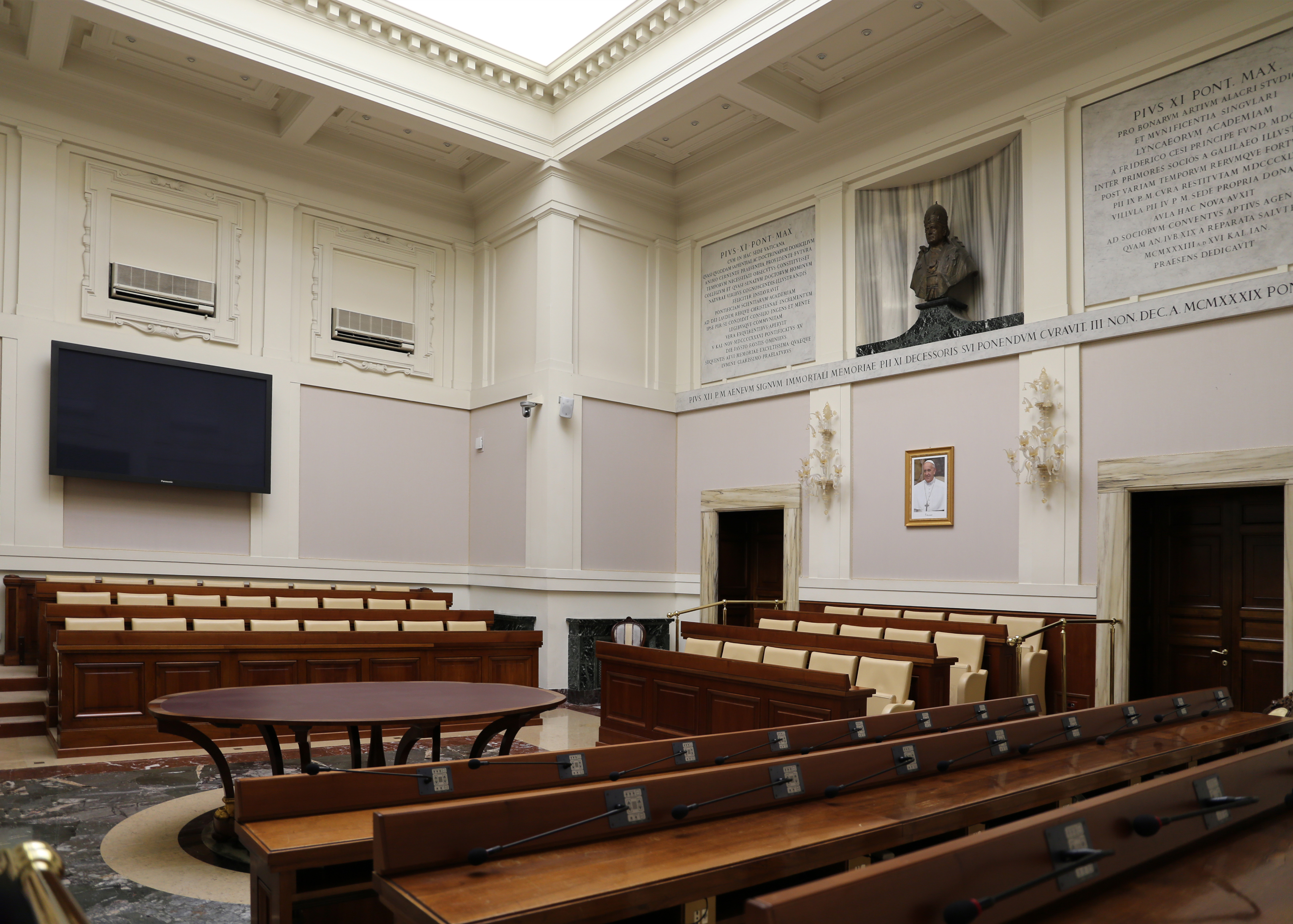
Salle de réunion de l'académie avec la statue de Pie XI.

L’Académie pontificale des sciences, anciennement Académie des Lyncéens, fondée par Federico Cesi à Rome en 1603 dans la tradition des académies grecques, fut la toute première académie scientifique en Europe.
Depuis 1936, l'Académie pontificale des sciences a un caractère de plus en plus international. Tout en maintenant son intérêt pour les différentes branches de la science, elle souligne l'importance des coopérations interdisciplinaires. C'est, dans le monde, la seule académie des sciences à avoir une unique catégorie et un caractère supranational.
Aujourd'hui, l'Académie s’intéresse à la fois à la recherche scientifique fondamentale, mais aussi aux problèmes liés notamment à l'éthique de la responsabilité environnementale de la communauté scientifique. Elle a un regard moral sur la science dont elle analyse la nature et le champ d'action, en corrélation avec l'histoire.
L'Académie décerne tous les deux ans la médaille Pie-XI à un jeune scientifique de réputation internationale.
L'Académie a la réputation d'être l'assemblée qui compte le plus grand nombre de lauréats du prix Nobel — la plupart d'entre eux ayant été élus à l'Académie pontificale des sciences bien avant[réf. souhaitée] de recevoir le prix Nobel. Plus de quarante prix Nobel ont appartenu à l'Académie depuis 1908, dont Gugliemmo Marconi, Max Planck, Joseph Edward Murray et Alexander Fleming.
Le siège de l'Académie est la Casina (ou Villa Pia), un trésor de l'architecture du XVIe siècle, entourée par les jardins du Vatican, construite en 1561 pour servir de résidence d'été au pape Pie IV.

## Histoire

### Origine
Fondée à Rome en 1603 par le protecteur des sciences, le prince Federico Cesi, elle reçut l'approbation du pape Clément VIII. Elle se place immédiatement sous la protection de Saint Jean l'Evangéliste flanqué d'un aigle et d'un lynx blanc qui sont le symbole de la vision scientifique et de la raison.
Galilée en devient le 6e membre en 1611. La Royal Society de Londres et l'Académie des sciences de Paris furent créées sur son modèle respectivement en 1662 et 1666.
Elle est dissoute à la mort de Cesi en 1630.
Elle est restaurée en 1847 par le pape Pie IX qui souhaite la réanimer, sous le nom d’Académie pontificale des Nouveaux Lynx.
Or, après la fondation de l'Académie pontificale saint Thomas d'Aquin, créée en 1879 par le pape Léon XIII, cette Académie des sciences, également pontificale, devait encore préciser son identité dans le domaine scientifique, en face de celle fondée par Léon XIII selon le néothomisme, qui voulait l’adapter aux besoins de cette époque-là.

### Intention de Benoît XV
À la suite de la Première Guerre mondiale, le pape Benoît XV souhaita soutenir la reprise des relations scientifiques internationales, qui avaient été profondément dégradées. En 1921, le Saint-Père confia à l'Académie cette mission, puis chargea de la réorganiser le jésuite et physicien Giuseppe Gianfrancheschi qui était professeur de l'Université pontificale grégorienne. En constatant une certaine décadence de l'Académie, le père Gianfrancheschi fournit un mémoire qui présentait son analyse, plus précisément les causes du phénomène et donnait des propositions. de réformes à entreprendre. Or, le décès inattendu du pape fit interrompre ce projet.

### Inauguration de la nouvelle Académie
Aussitôt élu, le nouveau pape Pie XI reprit le dossier en 1922. Or, il fallut attendre encore pour qu'il puisse reconstituer l'Académie. Il était connu que Pie XI, possédant trois doctorats en théologie, en droit canonique et en philosophie, appréciait et favorisait aussi les sciences naturelles. Toutefois, le président Gianfranceschi se contenta de remplacer les Lynx décédés par de nouveaux membres parmi les candidats internationaux d’origine variée. Ainsi, il fit nommer trois chercheurs non catholiques : l'orthodoxe Constantin Caratheodory, le luthérien Gösta Mittag-Leffler et le juif Tullio Levi-Civita,. Afin de justifier ces choix, Pie XI dut intervenir avec son autorité.
Sous la direction du père Gianfranceschi, l'Académie pontificale des Nouveaux Lynx comptait, en 1934, 40 membres italiens, 40 correspondants italiens et 70 correspondants étrangers. À la suite de sa mort cette année-là, le franciscain Agostino Gemelli fut nommé président en 1935. Il était tant neurologue-psychiatre que philosophe (membre d'Académie pontificale saint Thomas d'Aquin). Il se trouva une circonstance qui favorisa la réforme de l'organisation. Une commission fut créée par Pie XI fut pour mettre au point les statuts de l'organisation et de sélectionner ses membres avec de nouveaux critères. Après avoir examiné le dossier et décidé son intervention, le Saint-Père fit inaugurer la nouvelle Académie en octobre 1936, sous son nom actuel, par le motu proprio In multis solaciis. Il en rédigea lui-même les statuts qui seront actualisés par Paul VI en 1976 et par Jean-Paul II en 1986. Le pape voulait absolument cette nouvelle Académie, afin d'y intégrer tous les catholiques, les chrétiens séparés et ceux qui étaient capables de s'opposer au paganisme social.
La première assemblée fut inaugurée le 1er juin 1937 par Eugenio Pacelli, le futur Pie XII, en qualité de cardinal secrétaire d'État. En effet, Pie XI, qui était alors malade, ne put pas présider la cérémonie. L'Académie comptait ce jour-là 70 membres, dont 39 non italiens, ainsi que 11 lauréats du prix Nobel. Parmi ces académiciens, 27 biologistes dont Alexis Carrel furent sélectionnés et un autre groupe majoritaire fut celui de 15 mathématiciens représentés par Vito Volterra,. Si le Vatican voulait privilégier la cosmologie qui n’est pas sans lien avec la théologie catholique, il n'y eut pourtant que 5 astronomes. Autrement, on comptait 8 protestants, 2 juifs et un orthodoxe.

### Protection des chercheurs juifs
Pendant la Deuxième Guerre mondiale, l'Académie permit aux scientifiques italiens de confession juives d'exercer leur métier quand bien même ils en étaient empêchés par les lois raciales de 1938. Ainsi, le numéro 4 du tome IV des Actes, publié en 1940, contient l'article de Tullio Levi-Civita, membre depuis si longtemps.
L'Académie fut également, en fait, un instrument de Pie XI pour manifester ses soutiens en faveur des savants persécutés. Le 30 janvier 1938, en présence du Saint-Père, fut tenu l'éloge panégyrique de Guglielmo Marconi, qui venait de décéder. Le norvégien Wilhelm Bjerknes prononça son éloge. Celui-ci avait, dans ce contexte, plusieurs objectifs. Il fut effectué en allemand, devant l'ambassadeur du Troisième Reich, en soutenant ce savant norvégien dont le pays avait été envahi par l'Allemagne. De surcroît, Bjerknes était le disciple du juif allemand Heinrich Hertz. Avec cet événement dans le cadre de l'Académie, le Vatican obtint la confiance des pays qui étaient menacés par le fascisme.
Pie XII fit continuer la publication des œuvres de juifs, y compris celles de savants qui n'étaient pas membres, par exemple, Rita Levi-Montalcini.

### Évolutions
Après la guerre, l'Académie se préoccupa plus particulièrement des sciences appliquées. Dans les années 1970 et 1980, elle chercha à promouvoir la paix et le progrès des peuples, et à améliorer la santé dans le tiers-monde.
En 1979, à l'occasion du centenaire de la naissance d'Albert Einstein, Jean-Paul II lui demanda d'examiner le cas de Galilée afin de montrer la compatibilité entre science et foi, ce qui donna lieu à un livre publié en 1996, La Nouvelle Image du monde. La dialogue entre foi et raison après Galilée, présenté par le cardinal Paul Poupard. En 1982, elle publia un document sur l'armement nucléaire qui eut un fort retentissement mondial, car il défendait le principe pacifique des sciences.

## Relations avec le Saint-Siège
Le motu proprio de 1936 définit que l'Académie est « un Sénat d'hommes de sciences », plus précisément « une sorte de Sénat du Siège apostolique dans le domaine scientifique ».
À la différence de toutes autres académies pontificales qui sont sous la direction d'un cardinal ou de trois cardinaux, les membres de l'Académie pontificale des sciences dépendent directement du pape. Si cette structure fut contestée en mai 1939 par Francesco Morano, ancien président, qui proposa au nouveau pape Pie XII de désigner un cardinal-préfet selon la hiérarchie traditionnelle, cette particularité continue jusqu'ici. Enfin, en 1972 fut élu Carlos Chagas, premier président non religieux.
Au sein du Saint-Siège, l'Académie est une entité qui bénéficie d'un statut autonome. Car le premier objectif de l'Académie était et est de protéger l'indépendance de la recherche de toute interférence, surtout celle des États. Même si elle reste placée sous la protection du souverain pontife et qu'elle bénéficie du financement du Saint-Siège, l'Académie est en effet libre de définir par elle-même sa propre activité, conformément à son objet, rappelé par ses statuts : promouvoir le progrès des sciences mathématiques, physiques et naturelles, et l'étude des problèmes épistémologiques qui leur sont liés.
Dans un message adressé aux académiciens en 1940, Pie XII a rappelé que l'Académie était libre de toute forme d'inquisition : « À vous, nobles champions des arts et disciplines humaines, l'Église reconnaît une totale liberté dans vos méthodes et vos recherches ».
Plus tard, l'Académie ne faisant pas de réflexion théologique, Jean-Paul II fut amené à la charger de traiter de questions morales sur la contraception et sur la défense de la vie en 1996.
En raison de leur indépendance totale par rapport à tout point de vue national, politique ou religieux, les délibérations et les études de l'Académie constituent une inestimable source d'information objective sur laquelle le Saint Siège et ses nombreux organes peuvent s'appuyer dans leurs réflexions.

## Raison théologique
Il fallut une raison pour que le Vatican, à la place de toutes d'autres organisations, soutienne une académie pontificale consacrée aux études scientifiques. C’est Pie XI qui donna cette légitimation par une affirmation théologique. Au président de l'Académie des Nouveaux Lynx, Gianfrancheschi, le pape exprima ceci : « Les sciences expérimentales ne peuvent pas ne pas révéler aux spécialistes des sciences de la nature les beautés secrètes de l'univers et en quelque sorte dévoiler l'empreinte cachée et ineffable de Dieu. ». Si les astronomes n'étaient pas nombreux (cinq en 1936), il est à remarquer dans ce contexte qu'entre 1960 et 1972, la présidence a été successivement confiée à deux prêtres-astronomes, Georges Lemaître, puis Daniel Joseph Kelly O'Connell. Ce dernier était le directeur de l'Observatoire astronomique du Vatican. L'ancien président jusqu'en 1921, Giuseppe Lais, était aussi astronome.
Plus généralement, le Saint-Père chargeait les académiciens d’une mission théologique, en dépit de son autonomie : « Vos estis lux mundi (Vous êtes la lumière du monde) ». Il leur faut travailler « pour le bien du monde » créé par le Seigneur de l'univers. La réflexion du pape allait plus loin : la recherche de la vérité est une prière, complétée par l'adoration de Dieu, qui demeure dans le mystère de la Création.
C'est pourquoi Pie XI ne hiérarchisait jamais les sciences. À l'instar des hommes, devant le Créateur, toutes conduisent à la vérité, toutes conduisent à Dieu.

## Organisation

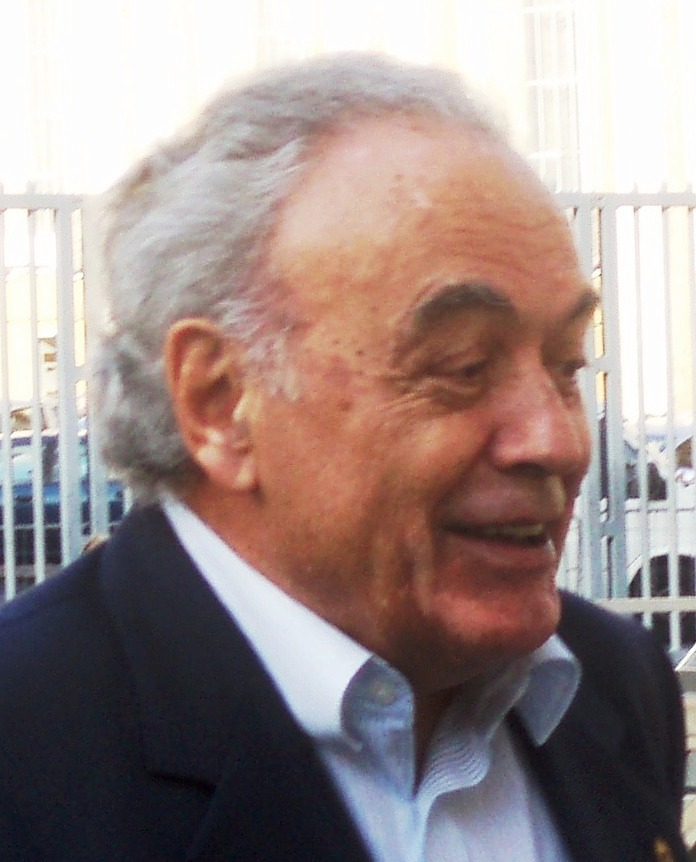
Werner Arber, ancien président de l'Académie pendant les années 2011-2017 (cliché pris en 2008).

L'Académie est dirigée par un président qui est nommé, parmi les académiciens, par le Souverain pontife. Le président est assisté par un conseil et par un chancelier. Actuellement, leur mandat, qui peut être renouvelé, dure quatre ans. Le président actuel est Joachim von Braun.
L'Académie maintient des relations et des échanges de publications avec d'autres académies et avec divers instituts de recherche scientifique.
Elle est membre du Conseil international pour la science.
Venant du monde entier, les académiciens, au nombre d'environ quatre-vingts, sont des hommes et des femmes élus sur des critères scientifiques, mais aussi de moralité. Leur élection est validée par le pape, même s'ils ne sont pas obligatoirement catholiques. Ils participent aux groupes d'études et aux colloques organisés par l'Académie pour examiner des sujets précis. Leurs délibérations et leurs contributions sont publiées par l'Académie. Ils se réunissent pour les sessions plénières à la Casina Pio IV, le siège de l'académie.
Les travaux de l'Académie couvrent désormais six domaines distincts : les sciences fondamentales (1), les sciences et la technologie (2), les sciences liées aux problèmes du tiers-monde (3), l'éthique et la politique scientifique (4), la bioéthique (5) et l'épistémologie (6). Neuf sous-domaines traitent de l'évolution des sciences et du développement des sociétés et des technologies : l'astronomie, la chimie, les sciences de la terre et de l'environnement, les sciences de la vie (botanique, agronomie, zoologie, génétique, biologie moléculaire, biochimie, neurosciences, chirurgie), les mathématiques, les sciences appliquées, la philosophie et l'histoire des sciences, la physique, et les autres disciplines.

## Publications
L'Académie produit de nombreuses publications, parmi lesquelles trois séries se distinguent particulièrement : les Scripta varia, les Documenta et les Commentarii.
Les Scripta varia regroupent les travaux majeurs, comme les rapports complets des Semaines d'études organisées par l'Académie. Jouissant d'une certaine importance scientifique, plusieurs volumes des Scripta varia ont été coédités avec des éditeurs étrangers.
De format plus réduit, les Documenta permettent de publier dans un temps plus bref les résumés et les conclusions des Semaines d'études. C'est aussi dans cette série que sont publiés les messages adressés par le pape aux académiciens, ainsi que certains documents significatifs comme la Déclaration sur la prévention de la guerre nucléaire.
Les Commentarii contiennent des notes et des mémoires, ainsi que des études spécifiques sur certains sujets scientifiques.
Les Acta donnent les comptes-rendus des assemblées plénières.

## Membres
L'Académie compte 80 membres, hommes ou femmes, de différents pays, qui ont contribué de manière remarquable dans leurs domaines d'activité scientifique. Ils sont nommés par le pape après avoir été élus par les autres Académiciens.
Les membres peuvent être ordinaires, honoraires ou permanents. Le pape régnant est membre de droit.
Jusqu'en 2016, 75 membres de l'Académie se sont vu décerner le prestigieux prix Nobel.

### Académiciens
- Werner Arber
- Vanderlei Salvador Bagnato
- David Baltimore
- John Barrow[6]
- Antonio Battro
- Daniel Bekoe (cs)
- Paul Berg
- Enrico Berti
- Eric Betzig
- Helen Blau
- Thierry Boon-Falleur
- Joachim von Braun
- Luis Caffarelli
- Steven Chu
- Aaron Ciechanover
- Claude Cohen-Tannoudji
- Francis S. Collins
- Yves Coppens
- Suzanne Cory
- Paul J. Crutzen
- Stanislas Dehaene
- Francis Leo Delmonico[7]
- Edward M. De Robertis (en)
- Manfred Eigen
- Gerhard Ertl
- Albert Eschenmoser
- Elaine Fuchs
- Antonio García-Bellido (es)
- Fabiola Gianotti[8]
- Takashi Gojobori (en)
- Frances Hamilton Arnold[9]
- Theodor W. Hänsch
- Mohamed H.A. Hassan
- Stefan Hell
- Michał Heller
- Krishnaswami Kasturirangan (en)
- Klaus von Klitzing
- Eric Steven Lander[10]
- Nicole Le Douarin
- Tsung-Dao Lee
- Yuan Tseh Lee
- Jean-Marie Lehn
- Pierre Léna
- Jane Lubchenco
- Yuri Manin
- Juan Maldacena
- Yuri Ivanovich Manin
- Beatrice Mintz
- Jürgen Mittelstrass (de)
- Mario J. Molina
- Erna Möller
- Salvador Moncada
- Rudolf Muradyan (en)
- Sergueï Novikov
- Ryoji Noyori
- William D. Phillips
- John C. Polanyi
- Ingo Potrykus
- Frank Press
- Yves Quéré
- Veerabhadran Ramanathan
- Chintamani Rao
- Peter H. Raven
- Martin J. Rees
- Ignacio Rodriguez-Iturbe (en)
- Carlo Rubbia
- Roald Z. Sagdeev (en)
- Hans Joachim Schellnhuber
- Michael Sela
- Maxine Singer
- Wolf Singer
- Govind Swarup (en)
- Hans Tuppy (de)
- Rafael Vicuña
- Cédric Villani[7]
- Edward Witten
- Shinya Yamanaka
- Chen Ning Yang
- Ada Yonath
- Antonino Zichichi (it)
- Donna Strickland
- Ewine van Dishoeck
- Emmanuelle Charpentier
- Jennifer Doudna

### Académiciens honoraires
- Georges Cottier, O.P.
- Jean-Michel Maldamé, O.P.

### AcadémiciensPerdurante Munere
- José G. Funes, S.J.
- Sergio Pagano, B.
- Cesare Pasini
- Marcelo Sánchez Sorondo (es)

### Présidents

#### Avant 1936 (Nouveaux Lynx)
- Giuseppe Lais[rl 3] (1845 - † 1921) : de 1905 à 1921 (oratorien, astronome)
- Giuseppe Gianfrancheschi (1875 - † 1934) : de 1921 à 1934 (jésuite, physicien, professeur de l'Université pontificale grégorienne[rl 3],[11])
- Francesco Morano (1872 - † 1968) : de 1934 à 1935[ml 4]
- Agostino Gemelli (1878 - † 1959) : de 1935 à 1936[ml 4] (voir aussi ci-dessous)

#### À partir de 1936
- Agostino Gemelli (1878 - † 1959) : de 1936 à 1959
- Georges Lemaître (1894 - † 1966) : de 1960 à 1966
- Daniel Joseph Kelly O'Connell (1896 - † 1982) : de 1968 à 1972 (jésuite, astronome, directeur de l'Observatoire astronomique du Vatican[12])
- Carlos Chagas (1879 - † 1934) : de 1972 à 1988
- Giovanni Battista Marini-Bettòlo (1915 - † 1996) : de 1988 à 1993 (chimiste, professeur à l'université de Rome « La Sapienza »[13])
- Nicola Cabibbo (1935 - † 2010) : de 1993 à 2010
- Werner Arber (1929 - ) : de 2011 à 2017
- Joachim von Braun (1950 - ) : depuis 2017[14]

### Quelques anciens membres
Parmi les anciens membres de l'Académie, on trouve entre autres :
- Édouard Branly
- Otto Hahn
- Louis de Broglie
- Thomas Morgan
- Alexander Fleming
- James Chadwick
- Edmund Taylor Whittaker
- Louis Leprince-Ringuet
- André Lichnerowicz
- Georges Lemaître
- Paul Dirac
- John Eccles
- Max von Laue
- Werner Heisenberg
- Max Ferdinand Perutz
- George Porter
- Abdus Salam
- Sune Bergstrom
- Agostino Gemelli
- Paul Janssen
- Rita Levi-Montalcini
- Stephen W. Hawking

- Jérôme Lejeune
- Angelo Mercati
- Émile Picard

Ainsi que 11 premiers académiciens (1936) ayant obtenu le prix Nobel :
1. Niels Bohr
2. Alexis Carrel
3. Peter Debye
4. Guglielmo Marconi
5. Robert Andrews Millikan
6. Thomas Hunt Morgan
7. Max Planck
8. Ernest Rutherford
9. Erwin Schrödinger
10. Charles Scott Sherrington
11. Pieter Zeeman